# شهرستان سومتر (کارولینای جنوبی)
شهرستان سومتر، کارولینای جنوبی (به انگلیسی: Sumter County, South Carolina) یک سکونتگاه مسکونی در ایالات متحده آمریکا است که در کارولینای جنوبی واقع شده‌است.

## خصوصیات
شهرستان سومتر ۱٬۷۶۶٫۳۸ کیلومترمربع مساحت دارد.